# NGC 5640
NGC 5640 هي مجرة تتبع كوكبة الزرافة. اكتشفها ويليام هيرشل في 20 ديسمبر 1797.

## روابط خارجية
- NGC 5640 على موقع ويكي سكاي: DSS2, SDSS, GALEX, IRAS, Hydrogen α, X-Ray, Astrophoto, Sky Map, Articles and images